# 涌井藤四郎
涌井 藤四郎（わくい とうしろう、享保6年（1721年） - 明和7年8月25日（1770年10月13日））は、江戸時代中期の一揆指導者。名は英敏、通称はのち荘五郎。

## 経歴・人物
越後新潟町で刀剣や武器を扱う商人であった。
明和5年（1768年）の新潟明和騒動を須藤佐次兵衛と共に指導し、頭取として長岡藩に捕らえられ死罪となった。
昭和3年（1928年）新潟市中央区にある白山公園に2人を祀った明和義人之顕彰碑が建てられた。また、新潟市の上古町商店街にて藤四郎の顕彰と慰霊を主旨とした明和義人祭が例年8月下旬に開催されている。
明和騒動は明治以降に講談や演劇の題材となり、越後出身の竹内式部と幼馴染あるいは藤四郎を式部が助けたといった内容のものもあるが、二人の間に面識があったことを示す資料は見つかっていない。